# Johannes Hartmann (uczony)
Johannes Hartmann, także Johannes Hartmanni (ur. 15 stycznia 1568 w Ambergu, zm. 12 grudnia 1631 w Kassel) – niemiecki uczony, matematyk, lekarz i chemik, pierwszy profesor chemii na uniwersytecie w Europie.

## Życiorys
Johannes Hartmann urodził się 15 stycznia 1568 roku w Ambergu jako syn tkacza.
Po odbyciu praktyki introligatorskiej, dzięki wstawiennictwu rektora szkoły miejskiej, uzyskał stypendium miasta Amberg, które umożliwiło mu podjęcie studiów z zakresu matematyki, logiki oraz retoryki. Studiował na uczelni w Altdorfie, na uniwersytecie w Jenie i na uniwersytecie w Wittenberdze.
Po studiach, za pośrednictwem przyjaciela, heskiego rysownika Wilhelma Dilicha (1571–1655), otrzymał pracę w charakterze matematyka na dworze heskim w Kassel, gdzie przepracował kilka miesięcy. W 1592 roku, za wstawiennictwem landgrafa Hesji Maurycego Uczonego, otrzymał profesurę na uniwersytecie w Marburgu. Po sześciu latach powrócił do Kassel, gdzie poprowadził Collegium Mauritianum, by w 1601 roku wrócić do Marburga.
W Marburgu zaczął studiować medycynę i w 1606 roku został członkiem tamtejszego wydziału medycyny. W 1607 roku uzyskał tytuł Doctor medicinae. Później został osobistym lekarzem landgrafa. 
W 1609 roku Maurycy Uczony mianował go profesorem chemii (Professor publicus chymiatriae) – pierwszym przedstawicielem chemii na uniwersytecie w Europie. Hartmann prowadził Laboratorium chymico-medicum łącząc chemię z medycyną. Specjalizował się w jatrochemii (chemjatrii), której zadaniem było przygotowywanie leków. Miał studentów z całej Europy i obok teorii prowadził zajęcia praktyczne. Był zwolennikiem Paracelsusa, próbował pogodzić jego nauki z naukami Galena. Jego najważniejsze dzieło Praxis chymiatrica ukazało się długo po jego śmierci, w 1833 roku i doczekało 10 wydań. Był to zbiór recept i opisów przygotowania leków. 
Zmarł 12 grudnia 1631 roku w Kassel.